# Littérature trans
La littérature trans correspond à la production littéraire qui s'adresse à, a été écrite par ou représente des personnes trans.

## Champ d'étude et terminologie
Selon Roxane Nadeau, il peut être difficile de délimiter strictement le champ de la littérature trans dans la mesure où de nombreux auteurs considérés a posteriori comme trans n'étaient pas désignés comme tels de leur vivant. Par ailleurs, si elle tend à réduire son champ d'étude aux seules œuvres écrites par des personnes trans, tel n'est pas le cas par exemple de Stephanie Burt, qui inclut dans sa critique de Nevada, d'Imogen Binnie, dans The New Yorker, une liste de livres au sujet de ces personnes, mais écrits par des auteurs cis.
Concernant la dénomination « littérature trans », Roxane Nadeau suggère qu'elle n'a pas forcément vocation à désigner « un corpus aux contours précis » et qu'elle « énonce [simplement] un classement temporaire, imparfait ». Elle invite également à privilégier des expressions telles que « les poésies trans » ou « les poétiques trans », qui soulignent la pluralité et l'hétérogénéité des œuvres poétiques écrites par les personnes trans, plutôt que « la poésie trans », qui sous-entendrait une façon unique d'appréhender les enjeux trans.

## Histoire
Théophile Gauthier raconte dans Mademoiselle de Maupin les déboires d'un jeune homme qui rêve de pouvoir changer de sexe.

### Émergence des «récits trans» auXXesiècle

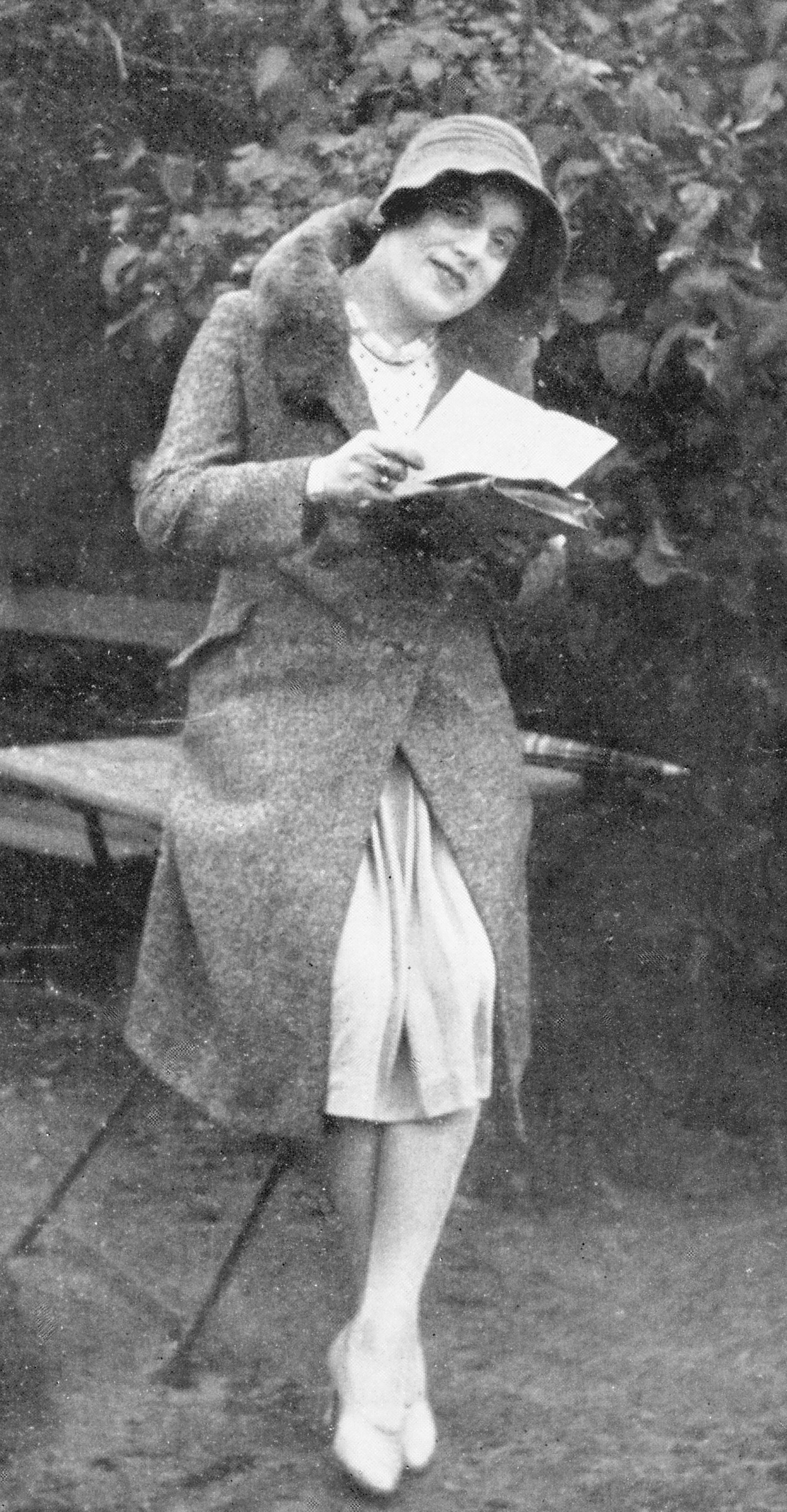
Lili Elbe en 1930, autrice de la première autobiographie trans

Parmi les « premières œuvres littéraires à relater le parcours trans en termes de transition médicalement assistée », Roxane Nadeau identifie l'autobiographie de Lili Elbe, publiée en 1933, ainsi que celle de Christine Jorgensen, publiée en 1967 et nettement plus diffusée en Amérique du Nord. Publiée en 1907, l'autobiographie de Karl M. Baer, Aus eines Mannes Mädchenjahren, constituerait cependant le premier récit de ce genre. Bien que son auteur ait été accompagné par des médecins, le doute persiste quant au fait qu'il en serait passé par des interventions chirurgicales au moment de la publication de ce livre, contrairement à Lili Elbe et Christine Jorgensen. Ces ouvrages constituent les premiers d'un nouveau genre littéraire : les récits trans, une catégorie spécifique du genre autobiographique. En effet, à leur suite sont publiés des centaines de livres, rédigés par des personnes trans ou cis, ayant pour points communs de chercher tant à informer le grand public qu'à susciter sa sympathie en racontant la vie d'une personne trans, plus souvent une femme trans qu'un homme trans. Pour Patrick Califia, cela aurait une nouvelle fois à voir avec la culture patriarcale des sociétés dans lesquelles paraissent ces livres : une transition vers le féminin étant synonyme de perte de privilèges, elle serait moins compréhensible et donc plus scandaleuse qu'une transition vers le masculin — laquelle serait par ailleurs impossible.
Dans la conclusion de son mémoire, Alban Marchier-Jamet, à la suite de Jay Prosser, émet l'hypothèse selon laquelle les personnes trans se tourneraient plus facilement vers l'autobiographie que vers d'autres genres littéraires dans la mesure où celle-ci leur permettrait « d’une part, de faire le récit de leur propre vie sans contradiction possible ou presque, et d’autre part de donner un sens à leur existence par la narration, cette existence impliquant leur transition ».
Si ces autobiographies répondent à un besoin de certains lecteurs trans dans une période où, affirmant peu à peu leur identité, ils sont en quête de témoignages des personnes trans les ayant précédés et ayant « réussi » leur transition, elles sont aussi, de par leur caractère hégémonique, à l'origine du manque de diversité de la littérature trans pendant plusieurs décennies.

#### En Allemagne
- (de) Aus eines Mannes Mädchenjahren (1907), de N. O. Body (Karl M. Baer)

#### En Belgique
- Travelling : un itinéraire transsexuel (1974), de Kathy Dee
- IL. Danielle, sexe masculin (1975), de Daniel Van Oosterwyck
- Appelez-moi Gina (1994), de Georgine Noël
- Je suis transsexuelle, j'en fais pas une maladie ! (2018), de Philippine Dhanis
- Comment je suis devenue Bo (2019), de Bo Van Spilbeeck

#### En France
- J'ai choisi mon sexe (1954), de Michel-Marie Poulain (rédigé par Claude Marais)
- Elle est lui (1963), de Coccinelle (rédigé par Mario A. Costa)
- L'Étiquette (1971), de Barbara Buick
- Histoire de Jeanne transsexuelle (1980), de Jeanne Nolais (avec Catherine Rihoit)
- La prise de robe. Itinéraire d'une transsexualité vécue (1982), d'Ovida Delect
- Je serai elle (1983), de Sylviane Dullak
- L'inversion du sujet (1986), d'Élodie Barrière
- Coccinelle par Coccinelle (1987), de Coccinelle
- Le saut de l'ange (1987), de Maud Marin (avec Marie-Thérèse Cuny)
- Diane (1987), de Diane
- Simone par Simone (1997), de Simone (avec Jean-Paul Feuillebois)
- Rencontre du troisième sexe (1999), de Sandra Dual
- Carnet de bord d'un steward devenu hôtesse de l'air (2001), d'Andréa Colliaux
- Jocelyne (2001), de Jocelyne (avec Florence Haguenauer)
- Circonstances atténuantes (2002), de Claudia Tavares
- Mon corps en procès (2003), de Ludwig Trovato
- Un sujet de conversation (2004), de Sophie Simon
- Marie parce que c'est joli (2007), de Marie-Pierre Pruvot
- Transsexuelle et convertie à l'Islam (2010), d'Alexandra Cerdan (avec Betty Peyrade)
- Mauvais genre (2011), d'Axel Léotard
- Devenir celle que je suis (2011), de Delphine Philbert
- Mémoires d'une transsexuelle (2012), de Marie Édith Cypris
- D'un corps à l'autre (2013), d'Olivia Chaumont
- Choisir de vivre (2016), de Mathilde Daudet
- Je suis une poupée gigogne (2017), d'Armonia Zyra
- Homme un jour, femme toujours (2018), de Clarisse
- Je m'appelle Eliott (2018), d'Eliott Ide
- Femme (2018), d'Inès Rau
- On n'a que deux vies (2019), d'Adel Tincelin
- MEC. Un vécu transgenre sans tabou (2019), de Christophe Aiguier
- Ce corps n'était pas le mien (2020), de Béatrice Denaes
- Quelque chose en moins… ou en plus (2022), de Galia Salimo
- La fin des monstres (2023), de Tal Madesta
- Papillon (2023), de Louïz (rédigé avec Florence Bouté)

#### En Italie
D'après Anna Proto Pisani, « c'est surtout dans les années 1990 et 2000 qu'une littérature trans s'affirme en Italie avec une production autobiographique plus importante ».
- La mia vita scandalosa (1992), de Giò Stajano
- Princesa (1994), de Fernanda Farías de Albuquerque (avec Maurizio Ianelli)
- La Tarantina e la sua "dolce vita" : racconto autobiografico di un femminiello napoletano (2013), de Tarantina (avec Gabriella Romano)
- AntoloGaia. Vivere sognando e non sognare di vivere: i miei anni Settanta (2015), de Porpora Marcasciano

#### Au Canada
- (en) Feelings: A Transsexual's Explanation of a Baffling Condition (1992), de Stephanie Castle
- (en) Girl in the Dream: Stephanie (Sydney) Castle Heal. A Transgender Life (2018), de Stephanie Castle (avec Margot E. Wilson)
- Pageboy (2023), d'Eliott Page

#### Aux États-Unis
- (en) I Changed My Sex! (1963), de Hedy Jo Star
- Une autobiographie personnelle (1967), de Christine Jorgensen
- Émergence (1977), de Mario Martino
- (en) Second Serve: The Renée Richards Story (1983), de Renée Richards (avec John Ames)
- (en) Gender Outlaw (1994), de Kate Bornstein
- (en) Man Enough to be a Woman (1996), de Jayne County
- (en) The Testosterone Files (2006), de Max Wolf Valerio
- (en) Through the Door of Life: A Jewish Journey Between Genders (2012), de Joy Ladin (en)
- (en) Redifining Realness (2014), de Janet Mock
- (en) The Secrets of My Life (2017), de Caitlyn Jenner

#### Au Royaume-Uni
- Comment je suis devenu(e) femme (1955), de Roberta Cowell
- L'Énigme : d'un sexe à l'autre (1974), de Jan Morris
- (en) The Gender Trap (1982), de Chris Johnson et Cathy Brown (avec Wendy Nelson)
- Un homme en elle (1996), de Paul Hewitt (avec Jane Warren)
- (en) Dear Sir or Madam: The Autobiography of a Female-to-Male Transsexual (1996), de Mark Rees
- (en) Dazzling Darkness: Gender, sexuality, illness and God (2012), de Rachel Mann

#### En Suisse
- Je suis un homme trans (2022), de Léo Côme

### Prise de distance avec le genre autobiographique auXXIesiècle
Déjà en 1993, Leslie Feinberg rompt avec la tradition des mémoires en publiant Stone Butch Blues, un roman dont le personnage principal se situe à la croisée des identités de lesbienne butch et d'homme trans. Un an plus tard, Kate Bornstein « casse [elle aussi] le cadre des précédents récits transsexuels en refusant d'écrire une autobiographie pure et simple » et fait paraitre Gender Outlaw, un livre à la croisée des genres littéraires dans la mesure où il emprunte à l'essai et inclut le script d'une pièce de théâtre. Roxane Nadeau identifie cependant la première décennie du XXIe siècle comme étant le moment où se forme véritablement un mouvement critique à l'égard de l'autobiographie chez les auteurs trans. Ainsi, non contente de déjouer les attentes de ses proches, Julia Serano, lorsqu'elle écrit Whipping Girl: a transsexual woman on sexism and the scapegoating of feminity (2007), critique également les livres écrits par des femmes trans et qui ne font que relater la quête de féminité de leurs autrices. Celles-ci, en répétant peu ou prou les mêmes discours, auraient eu pour conséquence de réduire l'identité trans à un seul type de récit, le seul à même de contenter la curiosité du public cis, et ce au détriment des personnes trans ne s'y reconnaissant pas.
La poétesse et militante Kai Cheng Thom partage elle aussi cette position, considérant en effet que le genre autobiographique a « un caractère conformiste, car il se soumettrait à la curiosité d’un public cis, instrumentalisant la créativité des personnes trans pour la mettre au service des maisons d’édition ou d’intérêts liés au marketing ». Elle décide par conséquent d'en passer par des circuits alternatifs (évènements communautaires, autoédition) afin de diffuser ses écrits, ce qui ne l'empêche cependant pas de connaitre le succès avec Fèms magnifiques et dangereuses, publié en 2016 et sélectionné en 2019 par Emma Watson pour son book club féministe. Dans ce livre, sous-titré Mémoires affabulées d'une fille trans, Kai Cheng Thom reprend d'ailleurs la trame narrative des autobiographies trans, tout en la subvertissant « en y ajoutant un aspect magique et en accordant une grande importance à : la place qu’occupe la communauté dans la vie des personnes trans ». En France, l'écrivaine de science-fiction Lizzie Crowdagger adopte une démarche similaire dans son roman Une autobiographie transsexuelle (avec des vampires).
Dans l'autobiographie également, les auteurs trans font preuve de distanciation critique. Dans Please Miss: A Heartbreaking Work of Staggering Penis, la professeure et écrivaine britannique Grace Lavery relate ainsi une discussion qu'elle a eue à ce sujet avec son compagnon, Daniel M. Lavery (en), ce dernier lui reprochant de se tourner vers ce genre littéraire, « le seul, historiquement, auquel les personnes trans ont eu accès », avec la pornographie.
En 2013 parait Nevada, d'Imogen Binnie. Selon Stephanie Burt, qui en rédige la critique dans The New Yorker, il s'agit du « premier roman réaliste, en langue anglaise, au sujet des femmes trans à être édité aux États-Unis et qui, en plus d'avoir été écrit par l'une d'entre [elles], a été écrit pour [elles] », plutôt qu'à destination d'un lectorat cis.
La littérature transgenre décolle véritablement dans les années 2010, lorsque le nombre d'œuvres de fiction axées sur le sujet connait une croissance et une diversification prononcées, qui s'accompagne d'un plus grand intérêt académique et général pour le domaine et d'un processus de différenciation avec le reste de la littérature LGBT, avec une tendance à davantage de livres écrits par des auteurs transgenres dont le principal public visé est les personnes transgenres.

## Poésie trans

### Des années 1960 aux années 1990: des poèmes cantonnés aux revues communautaires
À partir des années 1960 et jusque dans les années 1990, la poésie constitue l'un des genres littéraires les plus investis par les personnes trans anglophones. Nombre d'entre elles, y compris des militants (Phaedra Kelly, Virginia Prince, Lou Sullivan), publient en effet des poèmes dans les revues communautaires trans, ainsi qu'en témoigne l'anthologie de poésie trans anglophone établie par Rupert Raj en 2017. Selon la chercheuse et poétesse Trish Salah, il s'agit de « poèmes empruntant tout à la fois aux courants confessionnaliste et romantique et à la ballade épique qu'aux jeux de mots grivois et à la prière chrétienne ou panthéiste, inspirés tant par la mythologie grecque que par la littérature médicale, par les difficultés personnelles et les pertes que par les aspirations de leurs auteurs, et célébrant les formes de vie trans à une époque où, du fait de la censure et de l'effacement de la société, celles-ci sont passées sous silence ».
Les premiers poètes trans à être publiés aux États-Unis hors des magazines communautaires le sont cependant au cours des années 1990 et au début des années 2000. Il s'agit de Samuel Ace, kari edwards, Joy Ladin, Julia Serano et Max Wolf Valerio.

### Depuis les années 2000
Au début des années 2000, la poétesse kari edwards, alors responsable de la poésie au sein du magazine Transgender Tapestry, cherche à rompre avec la tradition établie au cours des quatre décennies précédentes et à élargir les horizons de la poésie trans anglophone. En 2013 parait Troubling the Line, la première anthologie de poésie trans anglophone qui ne soit pas autoéditée, établie par TC Tolbert et Trace Peterson.
Au Québec, l'année 2014 marque le début de « l'éclosion d'un corpus de poésie trans » avec la parution, aux Éditions de l'étoile de mer, du premier recueil de poésie en langue française écrit par une personne dont l'identité trans est clairement revendiquée dans le paratexte du livre : La fille prodigue, de Pascale Cormier.
À propos de la poésie trans canadienne, tant anglophone que francophone, Roxane Nadeau remarque que chez les poétesses trans éditées, « le regard extérieur cis est présent, mais il devient un personnage secondaire, un élément du décor : on le mentionne tout en le mettant à distance », témoin de ce que les œuvres qui sont publiées sont désormais davantage à destination des personnes trans elles-mêmes.

## Publications en français

### Anthologies
- Collectif, Afrotrans : Perspectives, entretiens, poésie, Cases Rebelles Éditions, 2021, 288 p. (ISBN 978-2-9574815-1-4)
- Collectif, Anthologie transfem #1 : Écrire pour les sœurs, Grenoble, Les Grillages, 2023, 188 p. (ISBN 978-2-9578582-1-7)

### Romans
- Chris Bergeron, Valide, Paris, Éditions Philippe Rey, 2022, 251 p. (ISBN 9782848769103)
- Sabrina Calvo, Sous la colline, Clamart, La Volte, 2015, 380 p. (ISBN 9782370490124)

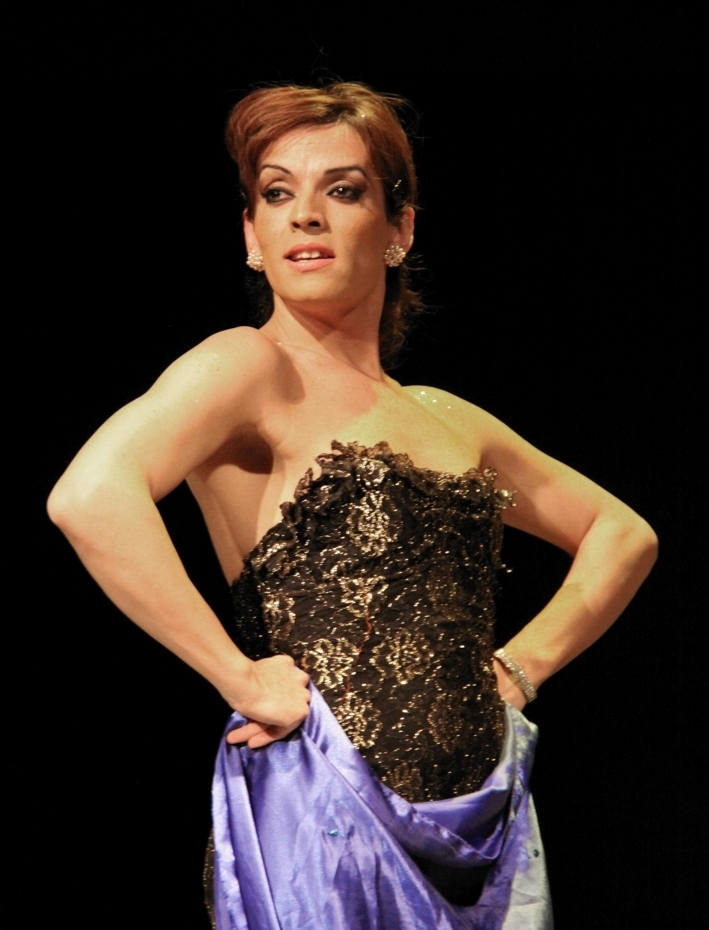
Camila Sosa Villada, autrice de '

- Lizzie Crowdagger, Une autobiographie transsexuelle (avec des vampires), Strasbourg, Dans nos histoires, 2014, 268 p. (ISBN 979-10-92903-00-3)
- Raymond Goulet, L'Âne de Carpizan (avec contributions de Jasmin Miville-Allard [postface] et d'Alexis du Tertre [essai]), Montréal, Moult Éditions, 2019 [1957], 231p.
- Paulo Higgins, Vous vouliez ma chaleur, vous aurez mon feu, Marseille, Hors d'atteinte, 2024, 237 p. (ISBN 978-2-38257-192-7)
- Saul Pandelakis, La Séquence Aardtman, Rennes, Éditions Goater, 2021, 592 p. (ISBN 9791097465759)
- Hanneli Victoire, Rien à perdre, Paris, Stock, 2023, 160 p. (ISBN 9782234093867)

#### Traductions
- Imogen Binnie (trad. de l'anglais par Violaine Huisman), Nevada, Paris, Gallimard, 2023
- Kim de l'Horizon (trad. de l'allemand par Rose Labourie), Hêtre pourpre [« Blutbuch »], Paris, Julliard, 2023
- Leslie Feinberg, Stone Butch Blues, Hystériques & AssociéEs, 2019, 544 p. (lire en ligne)
- Gretchen Felker-Martin (trad. de l'anglais par Héloïse Esquié), Chasse à l’homme, Paris, Sonatine Éditions, 2023, 408 p. (ISBN 9782383991083)
- Zeyn Joukhadar (en) (trad. de l'anglais par Nino S. Dufour), Les Trente Noms de la nuit [« The Thirty Names of Night »], Paris, Rue de l'échiquier, 2022, 354 p. (ISBN 978-2-37425-354-1)
- Torrey Peters (trad. de l'anglais par Lena Lambla-Kerveillant), Detransition, baby, Paris, Libertalia, 2022 (1re éd. 2021), 432 p. (ISBN 9782377292738)
- Alana Portero (trad. de l'espagnol par Margot Nguyen Béraud), La Mauvaise Habitude [« La mala costumbre »], Paris, Flammarion, 2023, 272 p.
- Marieke Lucas Rijneveld (trad. du néerlandais par Daniel Cunin), Qui sème le vent [« De avond is ongemak »], Paris, Buchet-Chastel, 2020 (1re éd. 2018), 283 p. (ISBN 978-2-283-03336-4)
- Kai Cheng Thom (trad. de l'anglais par Kama La Mackerel), Fèms magnifiques et dangereuses : Mémoires affabulées d'une fille trans [« Fierce Fems and Notorous Liars: A Dangerous Trans Girl's Confabulous Memoir »], Montréal, Éditions XYZ, 2021, 216 p. (ISBN 9782897723118)
- Camila Sosa Villada (trad. de l'espagnol par Laura Alcoba), Les Vilaines [« Las malas »], Paris, Métailié, 2021 (1re éd. 2019), 208 p. (ISBN 979-10-226-1079-7) ; Prix Sor Juana Inés de la Cruz 2020[22]

### Poésie
- Pascale Bérubé, Trop de Pascale, Triptyque, coll. « Queer », 2023 (ISBN 978-2-89801-181-8)
- Gabrielle Boulianne-Tremblay, Le ventre des volcans, Les Éditions de l'étoile de mer, 114 p. (ISBN 978-2-924409-48-0)
- Gabrielle Boulianne-Tremblay, Les secrets de l'origami, Montréal, Del Busso éditeur, 2018, 72 p. (ISBN 978-2-924719-47-3)
- José Claer, Mordre jusqu'au sang dans le rouge à lèvres, Ottawa, Éditions L'Interligne, 2019, 84 p. (ISBN 9782896996711)
- (fr + en) Tony Colombe. K, Quelques fleurs / Some Flowers, Paulette Éditrice, 2022, 176 p. (ISBN 978-2-940575-26-8)
- Pascale Cormier, La fille prodigue, Les Éditions de l'étoile de mer, 2014, 78 p. (ISBN 978-2-922061-84-0)
- Ovida Delect, Ovida et le bonheur-multitude, Sainte-Geneviève-des-Bois, Maison Rhodanienne de Poésie, 1976, 157 p.
- névé dumas, poème dégénéré, Montréal, L'Oie de Cravan, 2023, 88 p.
- Xénia Gould, Des fleurs comme moi, Sudbury, Prise de parole, 2023, 133 p. (ISBN 9782897443740)
- Roxane Nadeau, Les garçons au vent, Montréal, Les éditions de la Tournure, 2017, 95 p. (ISBN 9782924837061)
- Camille Pier, Scandale !, L’arbre de Diane, 2022 (ISBN 978-2-930822-24-2)
- Joyce Rivière, votre monde en cendres, Toulouse, éditions blast, 22 septembre 2023, 96 p. (ISBN 978-2-492642-13-5)
- Léa Rivière, L'odeur des pierres mouillées, Rennes, éditions du commun, 2023, 99 p. (ISBN 979-10-95630-64-7)
- Carole-Anne Subrebost, Contre-Feux : Une Épopée, Bruxelles, maelstrÖm reEvolution, 2023, 114 p. (ISBN 978-2-87505-461-6)
- Nanténé Traoré, La nuit t'arrache à moi, Strasbourg, Gorge bleue, 2022, 84 p. (ISBN 9782956517368)
- Noah Truong, Manuel pour changer de corps, Paris, Cambourakis, 3 janvier 2024, 128 p. (ISBN 978-2-36624-845-6)
- Luz Volckmann, Aller la rivière, Toulouse, éditions blast, 2021, 80 p. (ISBN 978-2-9567735-6-6)

### Théâtre
- Laurène Marx, Pour un temps sois peu / Transe, Montreuil, éditions Théâtrales, 2023 (1re éd. 2021), 84 p. (ISBN 978-2-84260-922-1)

### Essais

#### Traductions
- Andrea Long Chu (trad. de l'anglais par Clément Braun-Villeneuve), Femelles [« Females »], Paris, Premier degré, 2021, 114 p. (ISBN 978-2-9565605-3-1)
- Harry Josephine Giles (trad. de l'anglais par Qamille), Du salaire pour nos transitions [« Wages for Transition »], Burn-Août / Transgrrrls, 2023 (1re éd. 2019), 61 p. (ISBN 9782493534095)

### Bande dessinée
- Joanna Folivéli, Devenir, Deux Points, 2022, 56 p.

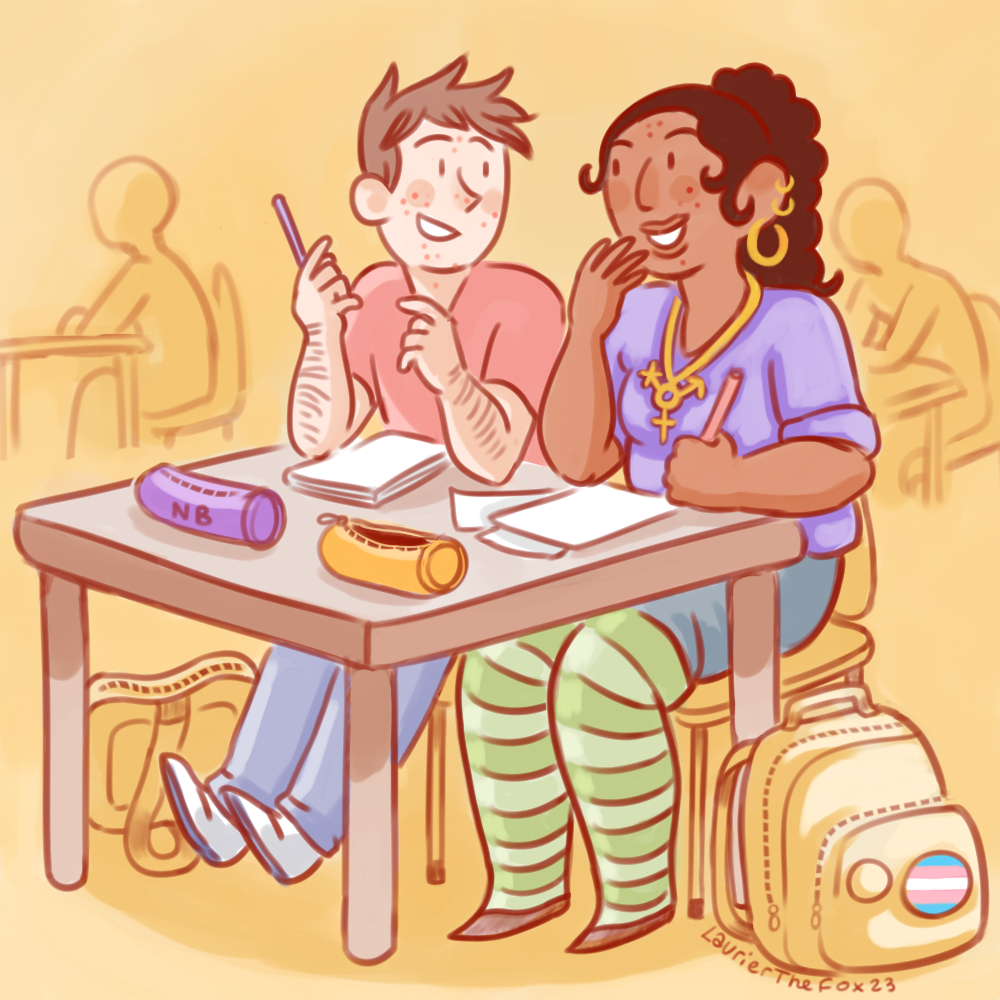
Dessin de Laurier The Fox représentant des adolescents trans en classe

- Sophie Labelle, Ciel : Comment survivre aux deux prochaines minutes, Montréal, Éditions Hurtubise, 2018 (ISBN 9782897811167)
- Sophie Labelle, Ciel : Dans toutes les directions, Montréal, Éditions Hurtubise, 2019 (ISBN 9782897812751)
- Laurier The Fox, ReconnaiTrans, Éditions Lapin, 2021, 256 p. (ISBN 9782377541157)

#### Traductions
- Fumettibrutti (trad. de l'italien par Laurent Lombard), P. Mon adolescence trans [« P. La mia adolescenza trans »], Massot Éditions, 2022 (1re éd. 2019) (ISBN 978-2-380-35258-0)
- Elias Ericson (trad. du suédois par Élise Ventre), Diana & Charlie, Robinson, 2021, 216 p. (ISBN 9782016291207)
- Yuna Hirasawa (trad. du japonais), Devenir enfin moi-même [« Boku ga Watashi ni Naru Tame ni »], Paris, Glénat, 2024, 144 p. (ISBN 9782344061862)

### Littérature jeunesse

#### Traductions
- Nicky Brookes (ill. Nicky Brookes), Il veut être une princesse, 2019
- Kai Cheng Thom (trad. de l'anglais par Kama La Mackerel, ill. Kai Yun Ching & Wai-Yant Li), L'enfant de fourrure, de plumes, d'écailles, de feuilles et de paillettes [« From the Stars in the Sky to the Fish in the Sea »], Montréal, dent-de-lion, 2019 (1re éd. 2017)

## Publications dans d'autres langues

### Romans et nouvelles
- (en-US) Ryka Aoki, Light from Uncommon Stars, New-York, Tor Books, 2021, 384 p. (ISBN 978-1-250-78906-8)
- (en-US) Tennessee Jones, Deliver Me from Nowhere, New York, Soft Skull, 2005, 150 p. (ISBN 9781932360592)

#### Anthologies
- (en) Casey Plett et Cat Fitzpatrick (éd.), Meanwhile, Elsewhere : Science-Fiction and Fantasy from Transgender Writers, Topside Press, 2017, 446 p. (ISBN 978-1-62729-018-0, lire en ligne)

### Poésie
- (en-US) Ryka Aoki, Why Dust Shall Never Settle Upon This Soul, Biyuti Publishing, 2015, 110 p. (ISBN 9780991900855)
- (en-US) kari edwards, a day in the life of p., Subpress, 2002, 94 p. (ISBN 978-1930068186)
- (en-US) kari edwards, succubus in my pocket, EOAGH Books, 2015 (ISBN 978-1-4951-8614-1)
- (en-US) Hap Hanchett, Guilty by Gender, Seattle, autoédition, 1996, 60 p.
- (en-CA) Kama La Mackerel, ZOM-FAM, Montréal, Metonymy Press, 2020, 120 p. (ISBN 978-1-9990588-4-5)
- (es) Gemma Ríos, El veneno de estas guachitas, Sudestada, 2023 (1re éd. 2020), 80 p. (ISBN 9789878409634)
- (es) Gemma Ríos, Andrógina, Sudestada, 2021
- (es) Gemma Ríos, La lluvia llega a todos lados, Elemento Disruptivo, 2023
- (en) Trish Salah, Lyric Sexology Vol.1, Montreal, Quebec, Metonymy Press, 2017, 184 p. (ISBN 9780994047144)
- (es) Susy Shock (en), Realidades: poesia reunida, Buenos Aires, Muchas Nueces, 2020, 160 p. (ISBN 9789874757883)
- (es) Susy Shock, Hojarascas, Buenos Aires, muchas nueces, 2020, 32 p. (ISBN 978-987-45857-7-6)

#### Anthologies
- (en) Linda T. O'Connell, Fighting Back : A Symphony in Words, 1978
- (en) TC Tolbert et Trace Peterson, Troubling the Line : Trans and Genderqueer Poetics and Poetry, Nightboat Books, 2013, 544 p.
- (en) Rupert Raj (préf. Trish Salah, postface Kim Elizabeth Stuart), Of Souls & Roles, of Sex & Gender : A Treasury of Transsexual, Transgenderist & Transvestic Verse from 1967 to 1991, 1er juillet 2018 (1re éd. 2017), 421 p. (lire en ligne)
- (en) Andrea Abi-Karam et Kay Gabriel (en), We Want It All : An Anthology of Radical Trans Poetics, Nightboat Books, 2020, 480 p. (ISBN 9781643620336)

### Littérature jeunesse
L'adolescente transgenre Jazz Jennings a co-écrit un livre pour enfants en 2014 intitulé I Am Jazz sur son expérience de découverte de son identité.
Au cours des dernières années, les femmes transgenres ont trouvé des éditeurs pour leurs propres livres d'images écrits pour les enfants transgenres. Certains de ces livres comprennent :
- (en) Tobi Hill-Meyer (ill. Elenore Toczynski), A Princess of Great Daring, 2015
- (en) Tobi Hill-Meyer et Fay Onyx (ill. Janine Carrington), Super Power Baby Shower, 2017
- (en) Amy Heart (ill. Amy Heart), The Girl from the Stars, 2016[24]
- (en) Amy Heart (ill. Amy Heart), The Sisters from the Stars, 2018

## Prix et récompenses
Le principal prix littéraire associé à la transidentité est le prix Lambda Literary, qui couvre trois catégories : la fiction transgenre, la non-fiction transgenre et la poésie transgenre. Ce prix est attribué à partir de 1997, à l'origine dans une seule catégorie de littérature transgenre, puis à partir de 2009 dans ces trois catégories.